# 雷諾茲鎮區 (明尼蘇達州托德縣)
雷諾茲鎮區（英語：Reynolds Township）是位於美國明尼蘇達州托德縣的一個行政鎮區。

## 地方資料
雷諾茲鎮區的面積為93.59平方千米，當中陸地面積為93.42平方千米，而水域面積為0.17平方千米。根據2020年美國人口普查的數據，當地共有人口735人，而人口密度為每平方千米7.85人。